# John Wilkins
John Wilkins FRS (14 tháng 2 năm 1614 – 19 tháng 11 năm 1672) Mục sư, triết gia tự nhiên, tác gia, và là một trong những người sáng lập của Hội Hoàng gia. Ông là Giám mục của Chester từ năm 1668 cho đến khi qua đời..
Wilkins là một trong số ít người đứng đầu một học viện tại cả hai trường Đại học Oxford và Đại học Cambridge. Ông là một nhà thông thái, mặc dù không phải là một trong những nhà đổi mới khoa học quan trọng nhất của thời kỳ này. Những phẩm chất cá nhân của ông đã được bộc lộ, và rõ ràng đối với những người đương thời của ông, trong việc làm giảm căng thẳng chính trị ở Interregnum Oxford, trong việc thành lập Hội Hoàng gia về các dòng tư tưởng không đảng phái và trong nỗ lực tiếp cận các nhà tôn giáo không theo chuẩn mực. Ông là một trong những người sáng lập thần học tự nhiên mới tương thích với khoa học thời đó.
Ông đặc biệt được biết đến với An Essay towards a Real Character and a Philosophical Language (1668) (tạm dịch: Một tiểu luận hướng tới một nhân vật thực sự và một ngôn ngữ triết học), trong đó, ông đề xuất một ngôn ngữ phổ quát và một hệ thống thập phân các biện pháp mà sau này được phát triển để trở thành hệ mét.
Wilkins sống trong một giai đoạn tranh cãi về chính trị và tôn giáo, nhưng vẫn có thể làm việc với những người đàn ông có mọi vạch chính trị; Ông là nhân tố then chốt trong việc thiết lập Giáo hội Anh Quốc trên con đường hướng tới sự hiểu biết cho càng nhiều giáo phái càng tốt, và sự dung thứ đối với phần còn lại. Gilbert Burnet gọi ông là "mục sư khôn ngoan nhất mà tôi từng biết, ông là một người yêu của nhân loại, và đã có một niềm vui trong việc làm tốt." 
Con gái riêng của ông kết hôn với John Tillotson, người đã trở thành Tổng giám mục Canterbury.

## Thời trẻ
Có lẽ ông ta sinh ra ở Canons Ashby, Northamptonshire,, mặc dù một số nguồn tin cho hay Fawsley; Cha của ông Walter Wilkins (mất năm 1625) là một thợ kim hoàn và mẹ của ông Jane Dod là con gái của John Dod, một người theo đạo Puritan nổi tiếng. Mẹ của ông sau đó tái hôn, và Walter Pope là một người em cùng mẹ khác cha.
Wilkins theo học tại một trường học ở Oxford do Edward Sylvester điều hành, và được nhận vào New Inn Hall. Sau đó ông chuyển đến Magdalen Hall, Oxford nơi gia sư của ông là John Tombes, và tốt nghiệp bằng cử nhân năm 1631, bằng thạc sĩ năm 1634. Ông nghiên cứu thiên văn học với John Bainbridge.
Wilkins đi đến Fawsley năm 1637, nơi chăn nuôi cừu với ít dân số, bị chi phối bởi gia đình Knightley, người mà ông ta và sau đó Dod có thể đã phục vụ; Richard Knightley đã là người bảo trợ của Dod ở đó. Ông được thụ phong linh mục của Nhà thờ Anh quốc tại Nhà thờ Christ Church vào tháng 2 năm 1638. Sau đó ông trở thành giáo sĩ kế tiếp Chúa Saye và Sele, và năm 1641 tới Lord Berkeley. Năm 1644 ông trở thành giáo sĩ của Hoàng tử Charles Louis, cháu của vua Charles I, người đã ở Anh.